# ロシア連邦道路M5
ロシア連邦道路 M5（ロシアれんぽうどうろ M5、ロシア語: Федера́льная автомоби́льная доро́га М-5 «Ура́л»）または連邦道路ウラルは、ロシア連邦のモスクワとチェリャビンスクを結ぶロシア連邦道路である。モスクワ州、リャザン州、モルドヴィア共和国、ペンザ州、ウリヤノフスク州、サマラ州、オレンブルク州、タタールスタン共和国、バシコルトスタン共和国、チェリャビンスク州を経由する。総距離は1879km。全線がE30号線、アジアハイウェイ6号線の一部であるほか、一部はアジアハイウェイ7号線の一部となっている。東にはロシア連邦道路R254へ続く。

## 路線状況

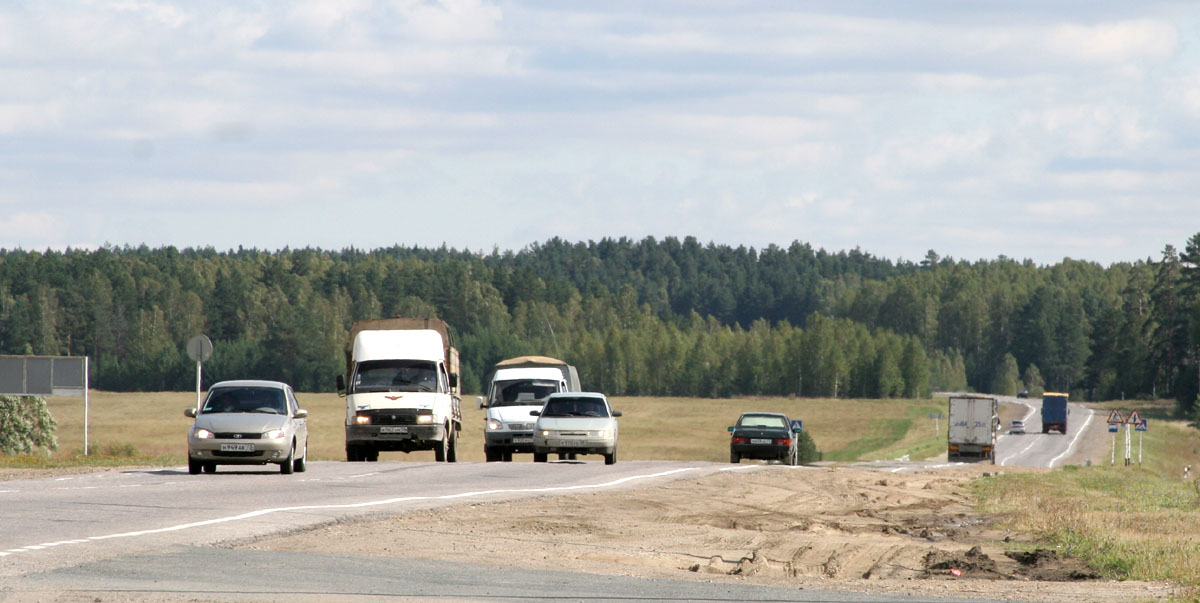
ペンザ州クズネツク付近

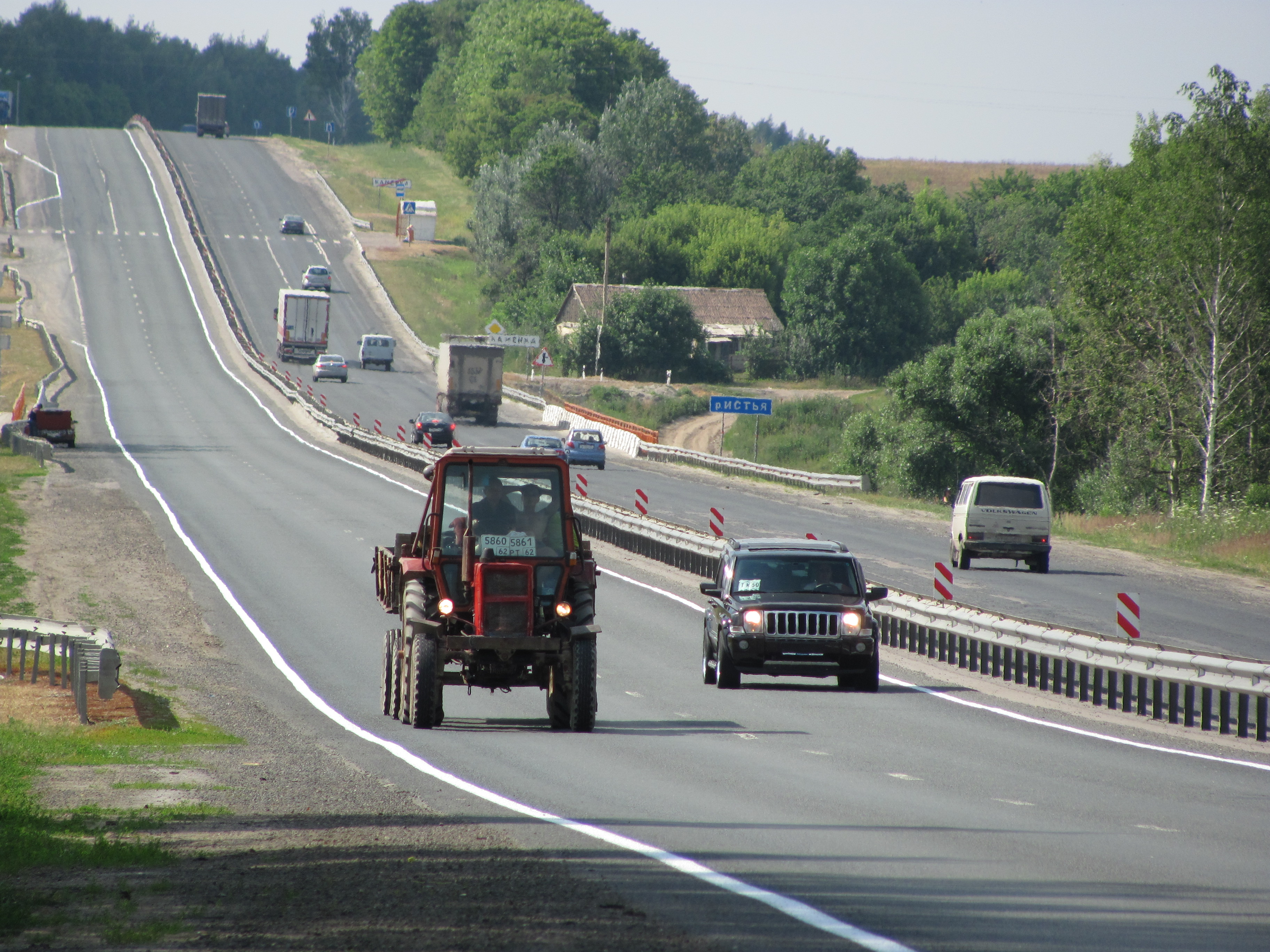
リャザン州スパスキー地区

道路はモスクワからチェリャビンスクまでの1879km。全線アスファルトで舗装されている。モスクワ環状道路とボルゴグラード通りの交差点に始まり、南東に向かう。リュベルツィ、ジュコーフスキー (モスクワ州)、ブロンニツィ、コロムナ、ルホヴィツィを通ってリャザン州に入り、ルイブノエ、リャザン、サーソヴォ、シャーツクを経由する。シベリア鉄道と交差する地点では渋滞が多発していたため跨線橋が建設された。次にモルドヴィア共和国に入りいくつかの村を通過する。ペンザ州に入るとペンザなどを経由してウリヤノフスク州を通りサマラ州に入りシズラニ、トリヤッチ、サマーラなどを通る。オレンブルク州、タタルスタン共和国を経由してバシコルトスタン共和国、ウファに入る。最後にチェリャビンスク州に入りズラトウースト、ミアスなどを経由してチェリャビンスクに入る。
チェリャビンスク州のセムとウスチ・カタの間は山岳地帯となっている上に交通量が当初計算されていた5-7倍を超えるほど多くなっているため危険地帯となり、毎年50人以上が死亡し200人以上が負傷している。また、コロムナ付近では夜間の照明が不足し、2011年4月にはヘラジカを避けようとしたバンが対向車線の車と衝突し火災が発生したほか5月にも観光バスと乗用車が衝突して三人が死亡している。そのため2012年に道路の亀裂や穴の補修も含めた工事を実施した。そのほかにも途中で通過する集落の多くで事故のリスクが高いため一部でバイパスを整備したが、それにより集落にあったモーテルが廃業するなどの事態も起きている。

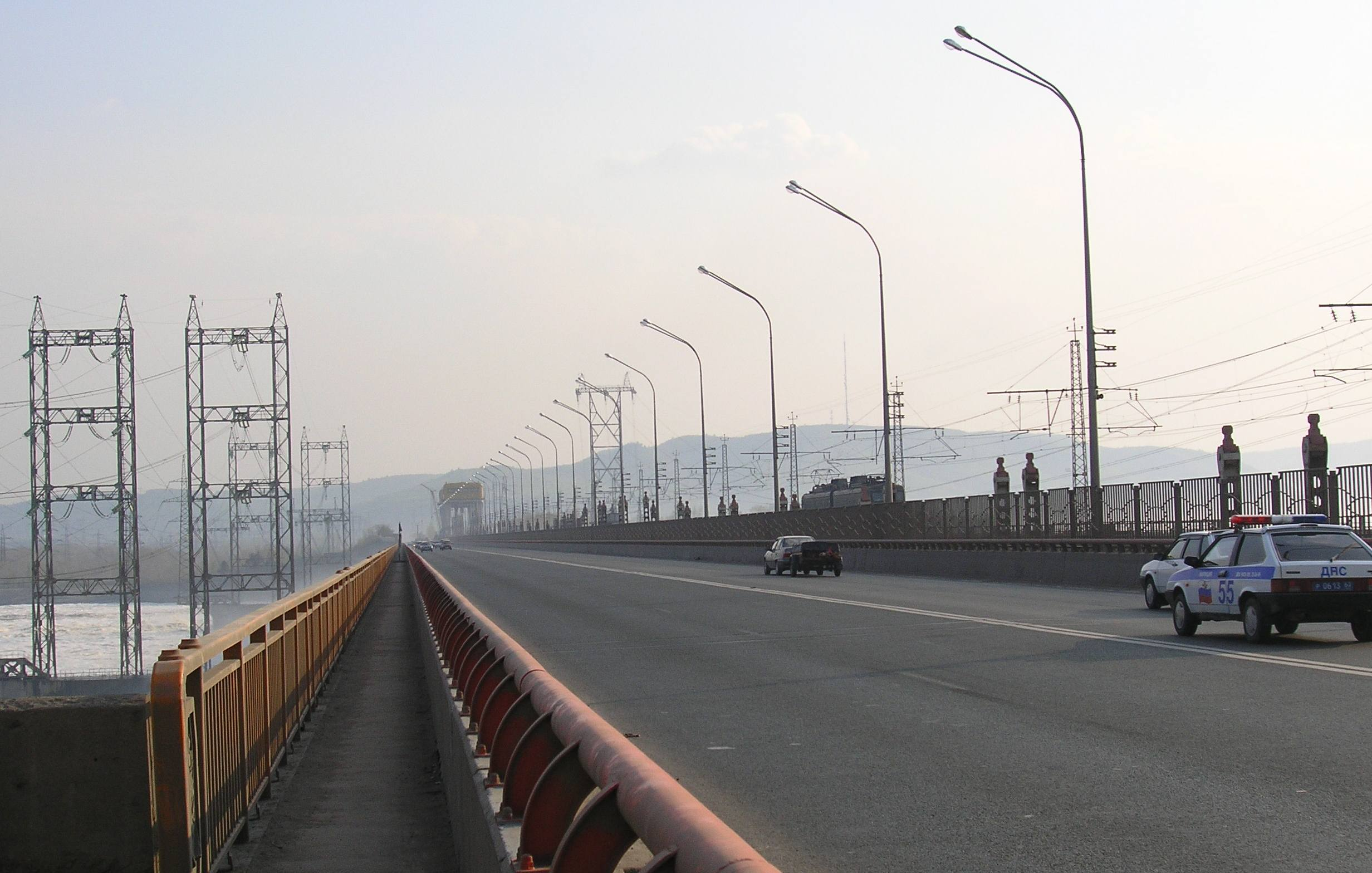
ヴォルガ川を堰き止めたジグリ水力発電所ダム湖の上をロシア連邦道路M5が通る（トリヤッチで）